# Glyceria jansenii
Glyceria jansenii är en gräsart som beskrevs av Paul Victor Fournier. Glyceria jansenii ingår i släktet glycerior, och familjen gräs. Inga underarter finns listade i Catalogue of Life.